# Lijst van voetbalinterlands Mali - Sierra Leone
Deze lijst van voetbalinterlands is een overzicht van alle officiële voetbalwedstrijden tussen de nationale teams van Mali en Sierra Leone. De landen hebben tot op heden vijftien keer tegen elkaar gespeeld. De eerste ontmoeting was een kwalificatiewedstrijd voor de Afrika Cup 1974 op 16 september 1973 in Freetown. Het laatste duel, een kwalificatiewedstrijd voor het African Championship of Nations 2022, werd gespeeld in Bamako op 3 september 2022.

## Wedstrijden
| №  | Plaats     | Datum             | Competitie                                        | Wedstrijd           | Uitslag |
| -- | ---------- | ----------------- | ------------------------------------------------- | ------------------- | ------- |
| 1  | Freetown   | 16 september 1973 | Afrika Cup 1974 kwalificatie                      | Sierra Leone − Mali | 1 − 1   |
| 2  | Bamako     | 30 september 1973 | Afrika Cup 1974 kwalificatie                      | Mali − Sierra Leone | 4 − 2   |
| 3  | Nouakchott | 21 juli 1983      | Vriendschappelijk                                 | Mali − Sierra Leone | 3 − 1   |
| 4  | Freetown   | 16 februari 1984  | Vriendschappelijk                                 | Sierra Leone − Mali | 0 − 0   |
| 5  | Conakry    | 1 maart 1987      | Vriendschappelijk                                 | Sierra Leone − Mali | 0 − 0   |
| 6  | Bamako     | 2 juni 1989       | Vriendschappelijk                                 | Mali − Sierra Leone | 1 − 0   |
| 7  | Bamako     | 14 april 1991     | Afrika Cup 1992 kwalificatie                      | Mali − Sierra Leone | 0 − 0   |
| 8  | Freetown   | 27 juli 1991      | Afrika Cup 1992 kwalificatie                      | Sierra Leone − Mali | 1 − 0   |
| 9  | Dakar      | 26 november 1991  | Vriendschappelijk                                 | Sierra Leone − Mali | 1 − 1   |
| 10 | Freetown   | 3 december 1993   | Vriendschappelijk                                 | Sierra Leone − Mali | 2 − 0   |
| 11 | Banjul     | 3 december 1997   | Vriendschappelijk                                 | Mali − Sierra Leone | 1 − 1   |
| 12 | Freetown   | 3 september 2006  | Afrika Cup 2008 kwalificatie                      | Sierra Leone − Mali | 0 − 0   |
| 13 | Bamako     | 17 juni 2007      | Afrika Cup 2008 kwalificatie                      | Mali − Sierra Leone | 6 − 0   |
| 14 | Monrovia   | 27 augustus 2022  | African Championship of Nation 2022 kwalificatie  | Sierra Leone − Mali | 1 − 2   |
| 15 | Bamako     | 3 september 2022  | African Championship of Nations 2022 kwalificatie | Mali − Sierra Leone | 2 − 0   |

## Samenvatting
| Competitie                                   | Totaal gespeeld | Winst Mali | Gelijk | Winst Sierra Leone | Doelsaldo Mali – Sierra Leone |
| -------------------------------------------- | --------------- | ---------- | ------ | ------------------ | ----------------------------- |
| Afrika Cup-kwalificatie                      | 6               | 2          | 3      | 1                  | 11 − 4                        |
| African Championship of Nations-kwalificatie | 2               | 2          | 0      | 0                  | 4 − 1                         |
| Vriendschappelijk                            | 7               | 2          | 4      | 1                  | 6 − 5                         |
| Totaal                                       | 15              | 6          | 7      | 2                  | 17 − 9                        |

FMF · A-internationals · Bondscoaches · Malinees vrouwenelftal · Olympisch elftal
1960 – 1969 · 
1970 – 1979 · 
1980 – 1989 · 
1990 – 1999 · 
2000 – 2009 · 
2010 – 2019 · 
2020 – 2029
OS 2004
1962 · 
1963 · 
1964 · 
1965 · 
1966 · 
1967 · 
1968 · 
1969 · 
1970 · 
1971 · 
1972 · 
1973 · 
1974 · 
1975 · 
1976 · 
1977 · 
1978 · 
1979 · 
1980 · 
1981 · 
1982 · 
1983 · 
1984 · 
1985 · 
1986 · 
1987 · 
1988 · 
1989 · 
1990 · 
1991 · 
1992 · 
1993 · 
1994 · 
1995 · 
1996 · 
1997 · 
1998 · 
1999 · 
2000 · 
2001 · 
2002 · 
2003 · 
2004 · 
2005 · 
2006 · 
2007 · 
2008 · 
2009 · 
2010 · 
2011 · 
2012 · 
2013 · 
2014 ·
2015 ·
2016 ·
2017 ·
2018 ·
2019 ·
2020 ·
2021 ·
2022 ·
2023 ·
2024
Algerije · 
Angola · 
Benin · 
Botswana · 
Burkina Faso ·
Burundi · 
Centraal-Afrikaanse Republiek ·
China · 
Comoren ·
Congo-Brazzaville · 
Congo-Kinshasa · 
DDR · 
Egypte · 
Equatoriaal-Guinea · 
Eritrea · 
Ethiopië ·
Gabon · 
Gambia · 
Ghana · 
Guinee · 
Guinee-Bissau · 
Iran · 
Ivoorkust · 
Japan ·
Kaapverdië · 
Kameroen · 
Kenia · 
Koeweit · 
Kroatië ·
Liberia · 
Libië · 
Litouwen · 
Madagaskar · 
Malawi · 
Marokko ·
Mauritanië ·
Mozambique ·
Namibië ·
Niger ·
Nigeria ·
Noord-Korea ·
Oeganda ·
Oman ·
Qatar ·
Rwanda ·
Saoedi-Arabië ·
Senegal ·
Seychellen ·
Sierra Leone ·
Soedan ·
Swaziland ·
Togo ·
Tsjaad ·
Tunesië ·
Zambia ·
Zimbabwe ·
Zuid-Afrika ·
Zuid-Korea ·
Zuid-Soedan
SLFA · 
A-internationals · 
Sierra Leoons vrouwenelftal
1966 – 1979 · 
1980 – 1989 · 
1990 – 1999 · 
2000 – 2009 · 
2010 – 2019 ·
2020 − 2029
Algerije ·
Angola ·
Benin ·
Burkina Faso ·
Burundi ·
China ·
Comoren ·
Congo-Brazzaville ·
Congo-Kinshasa ·
Djibouti ·
Egypte ·
Equatoriaal-Guinea ·
Ethiopië ·
Gabon ·
Gambia ·
Ghana ·
Guinee ·
Guinee-Bissau ·
Irak ·
Iran ·
Ivoorkust ·
Jordanië ·
Kaapverdië ·
Kameroen ·
Kenia ·
Lesotho ·
Liberia ·
Malawi ·
Mali ·
Marokko ·
Mauritanië ·
Niger ·
Nigeria ·
Sao Tomé en Principe ·
Senegal ·
Seychellen ·
Soedan ·
Somalië ·
Swaziland ·
Togo ·
Tsjaad ·
Tunesië ·
Zambia ·
Zuid-Afrika